# Битва за Лаингс-Нек
Битва за Лаингс-нек (англ. Battle of Laing's Nek) — одно из сражений Первой англо-бурской войны, произошедшее 28 января 1881 года у перевала Лаингс-Нек в Драконовых горах.

## Силы сторон
После провозглашения бурами независимости Трансвааля в 1880 британские гарнизоны на этой территории оказались фактически осаждёнными. Британцы, пытаясь вернуть контроль над территорией, понесли серию катастрофических поражений. 
20 декабря 1880 года подполковник Филип Роберт Энтрузер вместе с частью 94-го пехотного полка на марше от Лиденбурга до Претории попал в засаду буров. Британцы потеряли 155 человек из 259, также погибло несколько женщин, сопровождавших полк.
Вместо того, чтобы ожидать прихода подкреплений, британский высокий комиссар по Южной Африке генерал-майор сэр Джордж Помрой Коли собрал войска и заявил, что двинет силы в наступление с целью деблокировать британские гарнизоны в Трансваале. Коли устроил сбор своих сил у Ньюкасла в колонии Наталь и отправил ультиматум бурам. После отказа он начал наступление.
Первый британский лагерь на марше располагался в четырёх милях от Лаинг-Нека, хребта в предгорьях Драконовых гор. Хребет перегораживал дорогу между Ньюкастлом и Стандертоном в колонии Наталь. Британские полевые силы Наталя под командованием генерала Коли насчитывали 1 216 чел., состояли из пяти рот 58-го полка, пяти рот 3-го батальона 60-го пехотного полка, 150 всадников Конного эскадрона, отряда моряков королевского флота с двумя 7-фунтовыми орудиями и четырёх 9-фунтовых орудий королевской артиллерии.
Силы буров под командованием коменданта-генерала Жубера насчитывали 2 тыс. чел. По меньшей мере 400 из них укрепились на высотах вокруг Лаинг-Нека. Им удалось легко отразить наступление превосходящих сил генерала Коли.

## Ход боя
Утром 28 января основные британские силы попытались проложить дорогу через перевал. Битва началась примерно в 9 ч. 30 мин. Шесть орудий британской морской бригады и королевской артиллерии подвергли мощному обстрелу позиции буров у Тейбл-Хилл.
Спустя десять минут 58-й полк пошёл в наступление. Солдаты начали трудное восхождение через пересечённую местность. За линией пехоты конный эскадрон предпринял атаку против позиций буров на близлежащем холме Броунлоуз Коп. Но, достигнув вершины, британская кавалерия попала под огонь окопавшихся на другом склоне высоты буров и, понеся большие потери, вынуждена была отойти.
В 10:30, несмотря на угрозу передвинутому флангу, буры пошли в контратаку против наступавшего 58-го полка. В 11:00 британцы поднялись на вершину и попали под обстрел буров, укрывавшихся в 150 м. Британцы понесли потери, были убиты оба командира — майор Хингсон и полковник Дин.
В это время буры покинули свои позиции на невысоких склонах Маджуба-хилл и атаковали военно-морскую бригаду британцев у Маунт-проспект. Британцам удалось винтовочным огнём сдержать буров. В 11:00 две роты 3-го батальона 60-го полка выдвинулись на Тейбл-хилл, чтобы прикрыть отступление 58-го полка. К полудню бой был окончен.

## Результаты
Британцы потеряли 84 человека убитыми, 113 ранеными и 2 пленными. Самые большие потери (35%) понёс 58-й полк (74 убитыми и 101 раненый). Погибло много офицеров из штаба Коли, включая майора Пула и лейтенантов Долфина, Элвиса и Инмана. Буры сообщили о 14-ти убитых и 27-ми раненых. 
Спустя месяц генерал Коли погиб в битве за Маджуба-Хилл, положившей конец войне.
Битва за Лаинг-Нек стала последним случаем потери британским полком своего знамени в бою. При подъёме по склону холма 58-й полк вели лейтенант Бейли, несущий полковой флаг, и лейтенант Хилл, несущий флаг королевы. Бейли был смертельно ранен на склоне. Хилл перехватил у него знамя. Он удостоился креста Виктории. Хилл передал два знамени сержанту Бадстоку. Четыре офицера, к которым переходило знамя, были убиты со знаменем в руках.
В ходе кавалерийской атаки рядовой 1-го королевского полка Джон Дуган заметил, как офицер, у которого он служил денщиком, упал с подстреленной бурами лошади. Несмотря на полученное серьёзное ранение, Дуган спешился, поднял офицера и закинул его на собственного коня, в ходе чего получил вторую рану. Он также удостоился креста Виктории.
африкаанс В 1968 году в ЮАР сняли художественный фильм «Маджуба: Голубиный холм» (африкаанс «Majuba: Heuwel van Duiwe»), где есть сцена битвы за Лаингс-Нек.